# Cathédrale Notre-Dame-de-l'Assomption de Montauban
Cette  cathédrale n’est pas la seule cathédrale Notre-Dame-de-l'Assomption.
La cathédrale Notre-Dame-de-l'Assomption de Montauban est un édifice religieux catholique situé à Montauban, chef-lieu du département français du Tarn-et-Garonne en région Occitanie.
C'est l'église principale du diocèse de Montauban, créé en 1317, supprimé en 1790 et rétabli en 1822, suffragant de l'archidiocèse de Toulouse. C'est une église de construction récente (1692-1739), en raison du rôle de Montauban comme bastion du calvinisme français depuis les années 1560 jusqu'en 1629, ce qui a entrainé la disparition de la première cathédrale, Saint-Théodard.
Elle fait l’objet d’un classement au titre des monuments historiques depuis le 9 août 1906. 

## Localisation
Elle se trouve au point culminant du centre-ville, à une altitude de 102,65 m.

## Histoire

### L'ancienne cathédrale (1317-1562)
La ville de Montauban a été entièrement gagnée au protestantisme vers 1562, au début des guerres de Religion. À cette époque, l'ancienne cathédrale (sous le patronage de saint Théodard), a été détruite. 

### Période intérimaire (1629-1692)
À la suite des guerres menées par Louis XIII et Richelieu contre les protestants, marquées notamment par le siège de La Rochelle (1627-1628), les protestants de la place de sûreté de Montauban se soumettent sans combat en 1629 et le culte catholique est rétabli, mais le culte protestant n'est pas interdit (paix d'Alès) et le protestantisme reste important à Montauban. 
L'église Saint-Jacques sert alors de cathédrale.
Ce n'est qu'après la révocation de l'édit de Nantes en 1685 qu'une nouvelle cathédrale est construite. Sa construction a été ordonnée par Louis XIV pour marquer la présence du pouvoir royal et du catholicisme dans une ville marquée par le protestantisme.
La première pierre est posée le 10 avril 1692, après l'achat de plusieurs îlots de maisons à l'endroit le plus élevé de la ville.

### Construction de la nouvelle cathédrale (1692-1739)
L’architecte est François II d'Orbay. Après sa mort en 1697, son travail est poursuivi par Jules Hardouin-Mansart et Robert de Cotte.
En 1707, six des piliers de la nef, bâtis en briques mal cuites, s'écroulent et entraînent dans leur chute une partie de la voûte.
La consécration solennelle de la cathédrale a lieu le 1er novembre 1739. 
Les tours de façade étaient autrefois surmontées d'élégants clochetons en forme de bulbe, démolis en 1831.

### Statut dans le cadre de la loi de 1905
En conséquence de la loi de 1905 sur la séparation des Églises et de l'État, elle appartient à l'Etat, mais est affectée au culte catholique, dans le cadre de l'ensemble paroissial de la ville haute de Montauban, de même que les églises Sainte-Thérèse, Notre-Dame-de-la-Paix, Saint-Jean-Baptiste, Saint-Etienne de Sapiac, Saint-Martial, Saint-Symphorien, Saint-Joseph, Saint-Jacques, et les chapelles de l'Immaculée-Conception, de Birac et de Péfourque.

### Vicissitudes récentes (depuis 2020)
Depuis le 25 novembre 2020, la cathédrale est fermée (temporairement) au public en raison de la découverte de lézardes et de l'élargissement de fissures déjà connues,.

## Description

### Extérieur

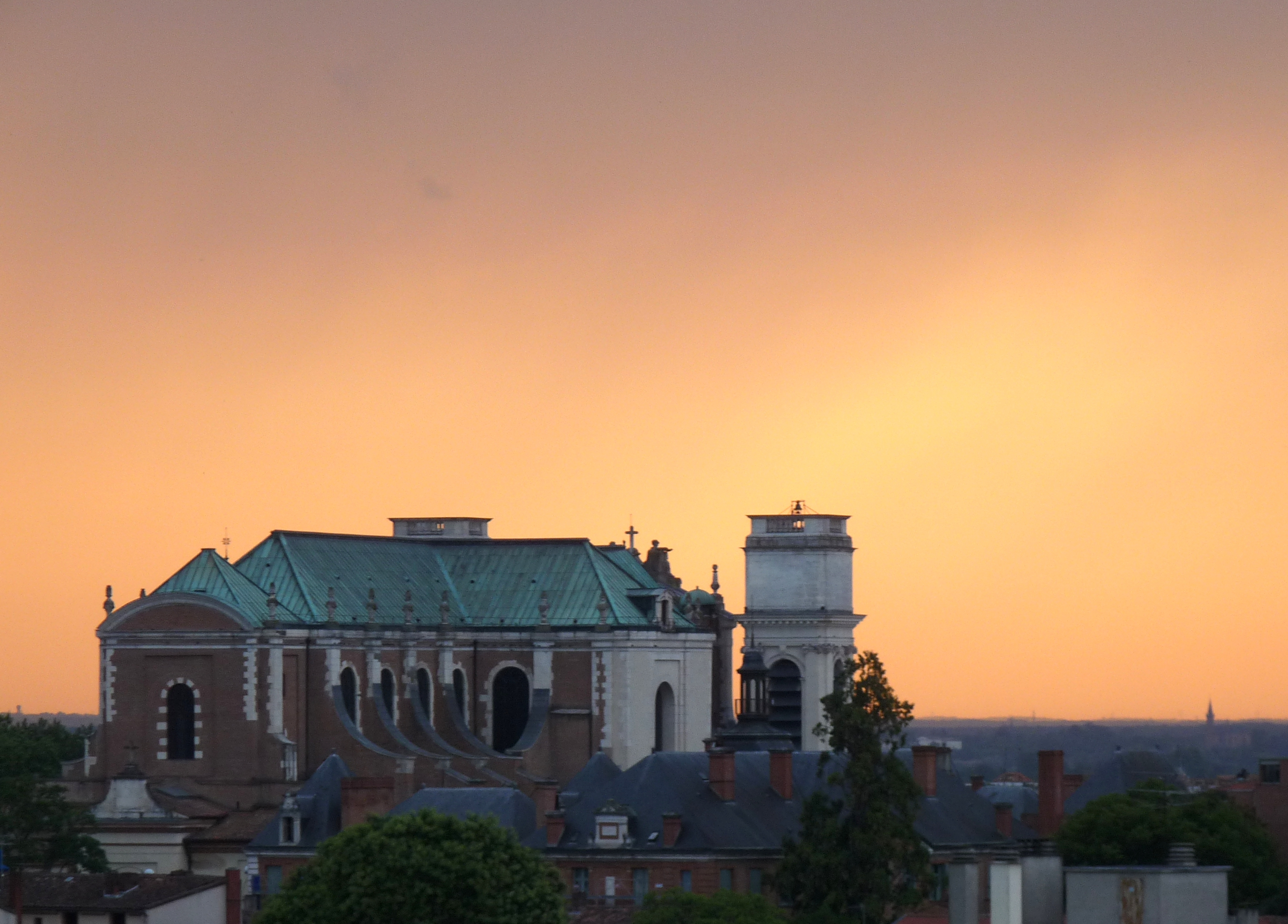
La cathédrale au coucher du soleil.

La cathédrale est atypique, avec sa construction en pierre blanche dans un paysage architectural dominé par la brique rouge. 
Deux tours encadrent la façade ouest, produit de l’architecture classique, frontispice ionique avec un péristyle présentant des statues des quatre Évangélistes en remplacement des statues originelles. Le saint Jean l'Évangéliste est du sculpteur breton Francis Guinard.

### Intérieur
L’intérieur est également décoré dans un style classique, avec ses pilastres, métopes et triglyphes, et ses lignes verticales strictes et élégantes. Le portail central de la cathédrale de Montauban peut se targuer d'être le plus haut d'Europe, plus élevé encore que celui de la basilique Saint-Pierre de Rome[réf. nécessaire].

#### Contre-façade

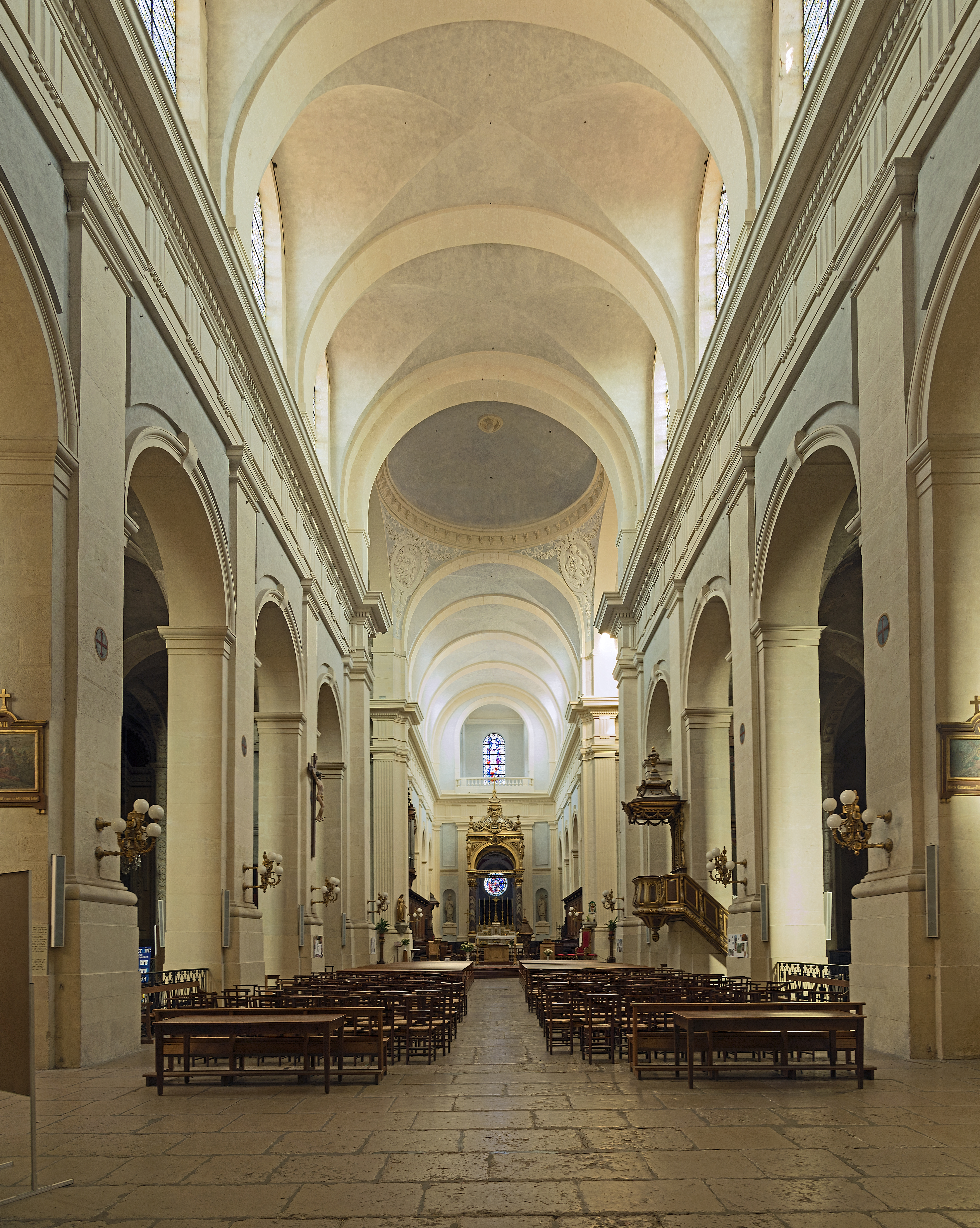
La nef.
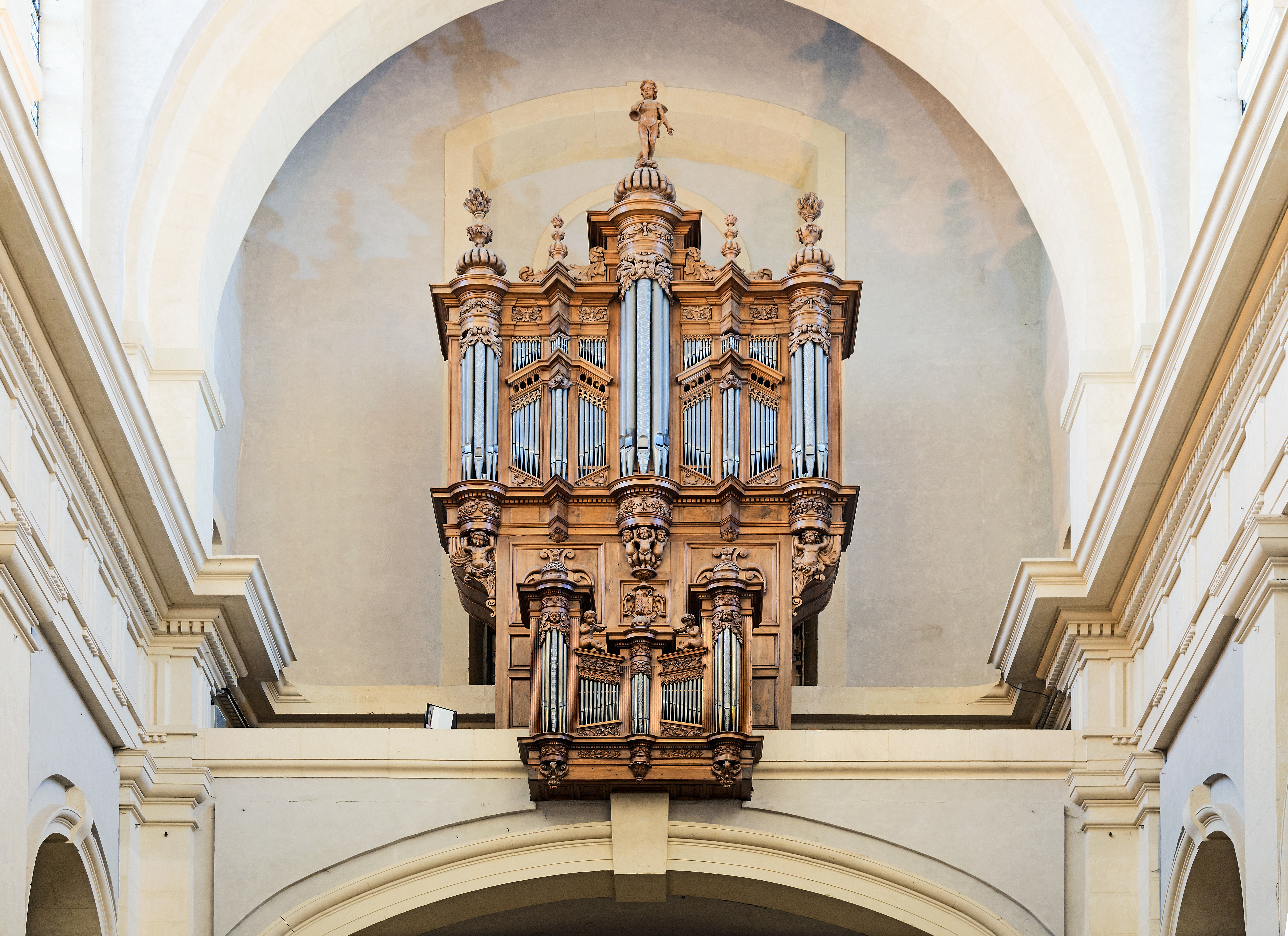
Le grand orgue de 1675.

Sur un arc surbaissé, se trouve le grand orgue en noyer sculpté (1675), provenant de l'église Saint-Jacques. Il compte aujourd'hui quatre claviers, un pédalier et quarante-cinq jeux. Il a été restauré en 1997.

#### Partie droite de la nef
La chapelle des fonts baptismaux (première chapelle de droite) : la cuve baptismale en marbre date du XVIIIe siècle. Le tableau du retable est une huile sur toile du XIXe siècle dont la signature n'a pas pu être déchiffrée représentant le baptême du Christ. Œuvre inspirée de Pierre Mignard, elle est inscrite au titre des monuments historiques.

La chaire du prédicateur, devant la troisième chapelle, est classée au titre des monuments historiques, la partie centrale date du XVIIIe siècle, le double escalier est du XIXe siècle.

La chapelle de sainte Philomène (troisième chapelle de droite) : le tableau du retable représente Le Couronnement de Sainte Philomène. C'est une huile sur toile peinte par Jules Jolivet, classée au titre des monuments historiques  . Sainte Philomène est une patronne des bateliers, tout comme saint Nicolas. En témoigne l'ancre qui toujours l'accompagne.

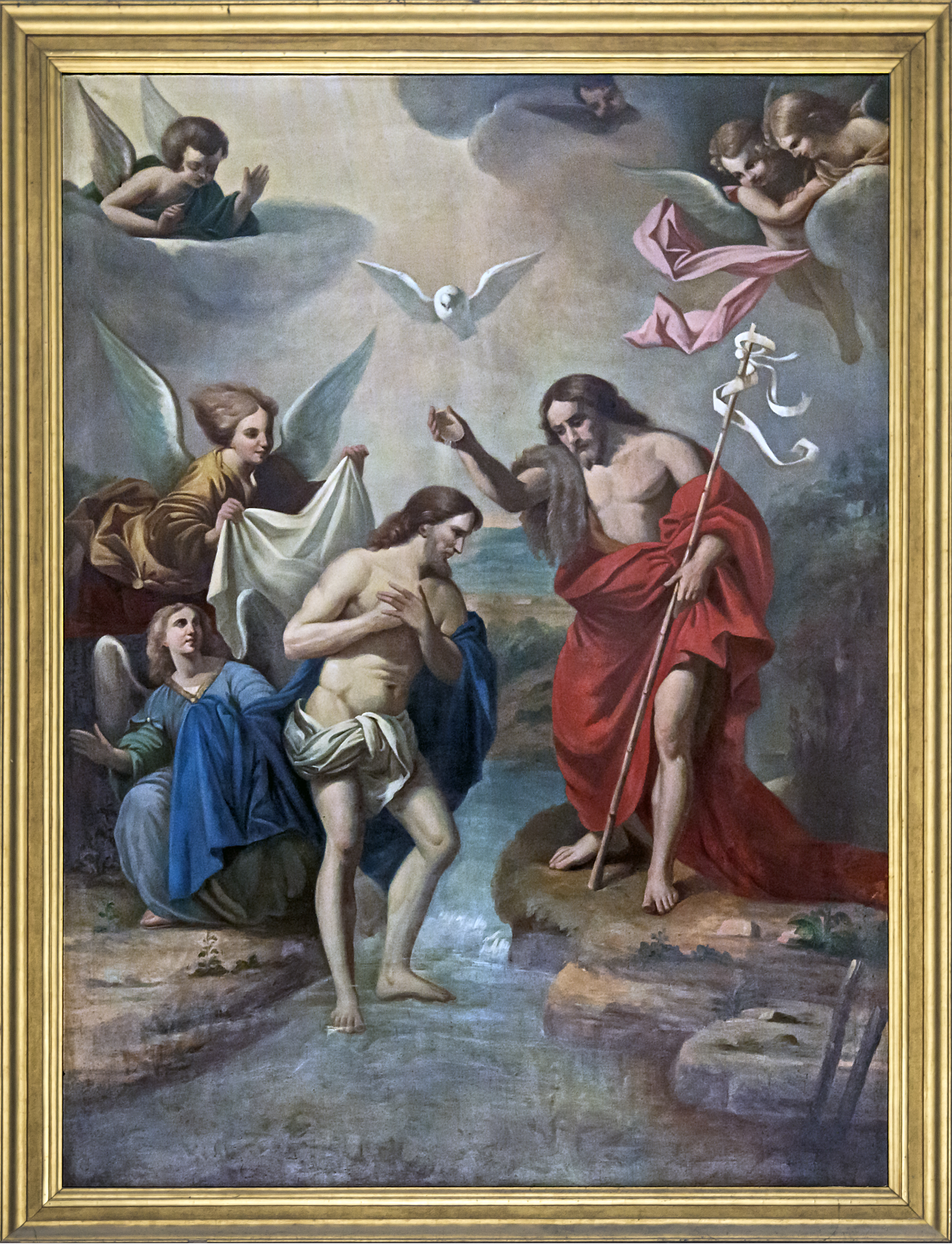
Baptême du Christ d'après Pierre Mignard.
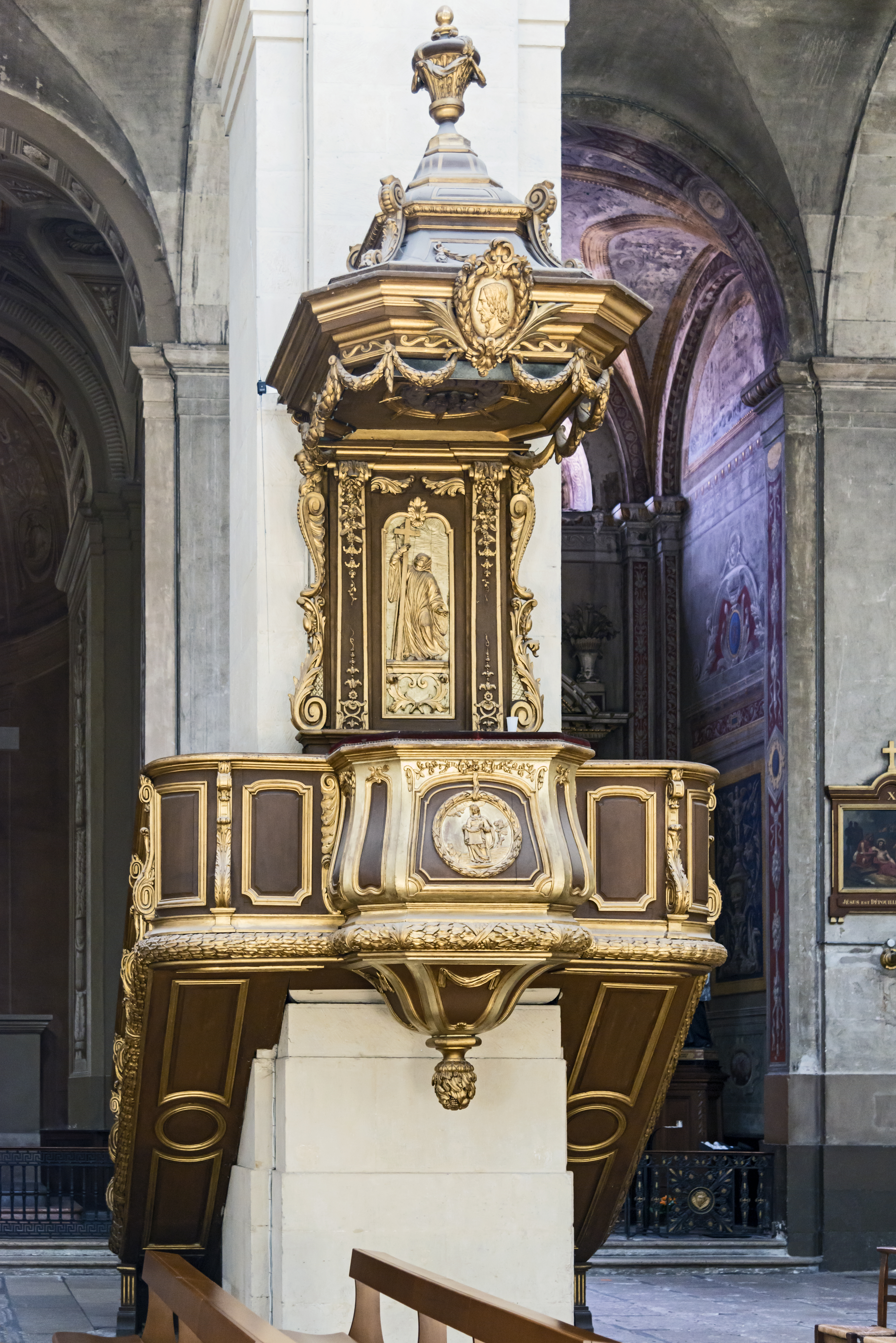
La chaire à Prêcher.
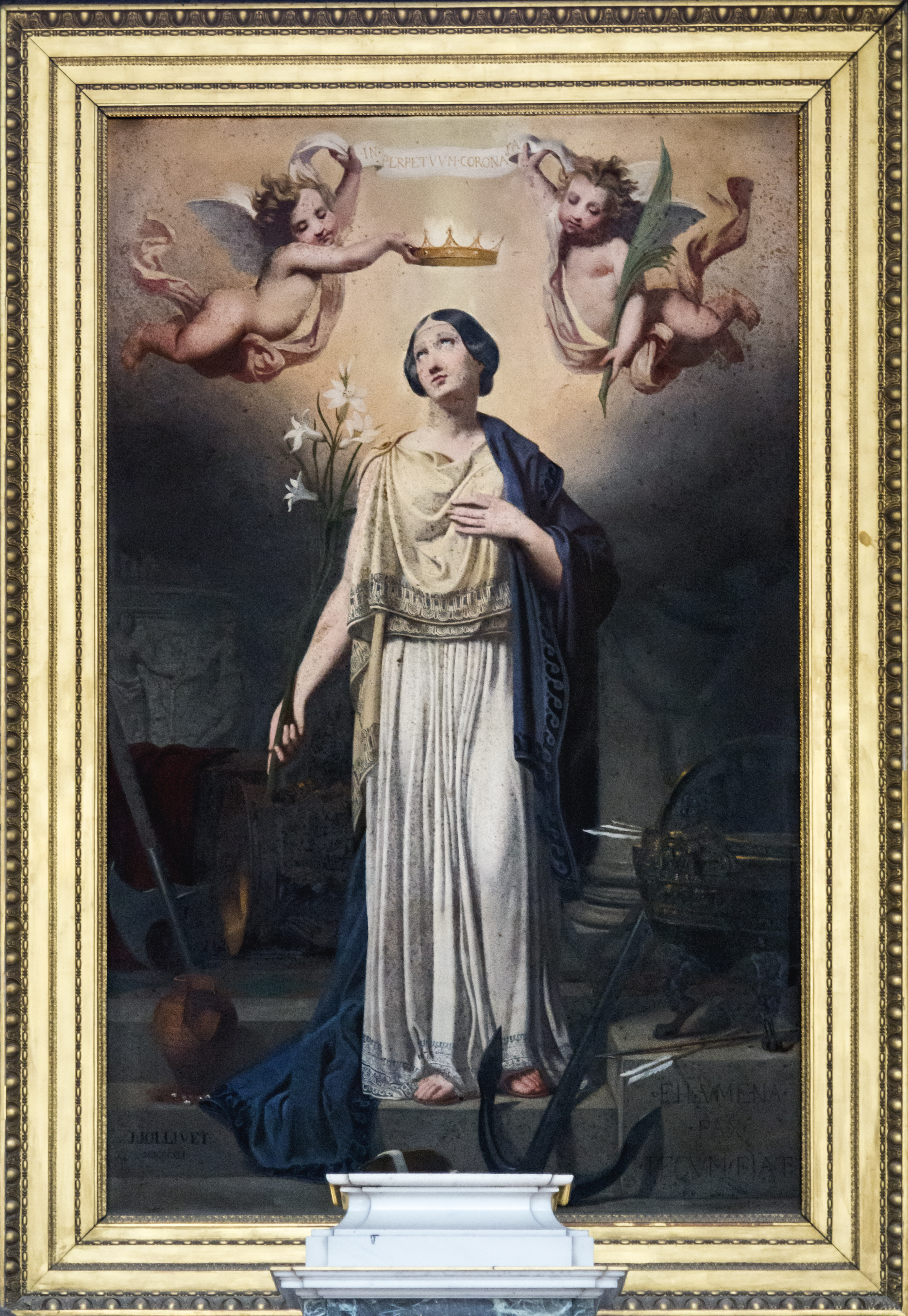
Couronnement de sainte Philomène, Pierre-Jules Jollivet.

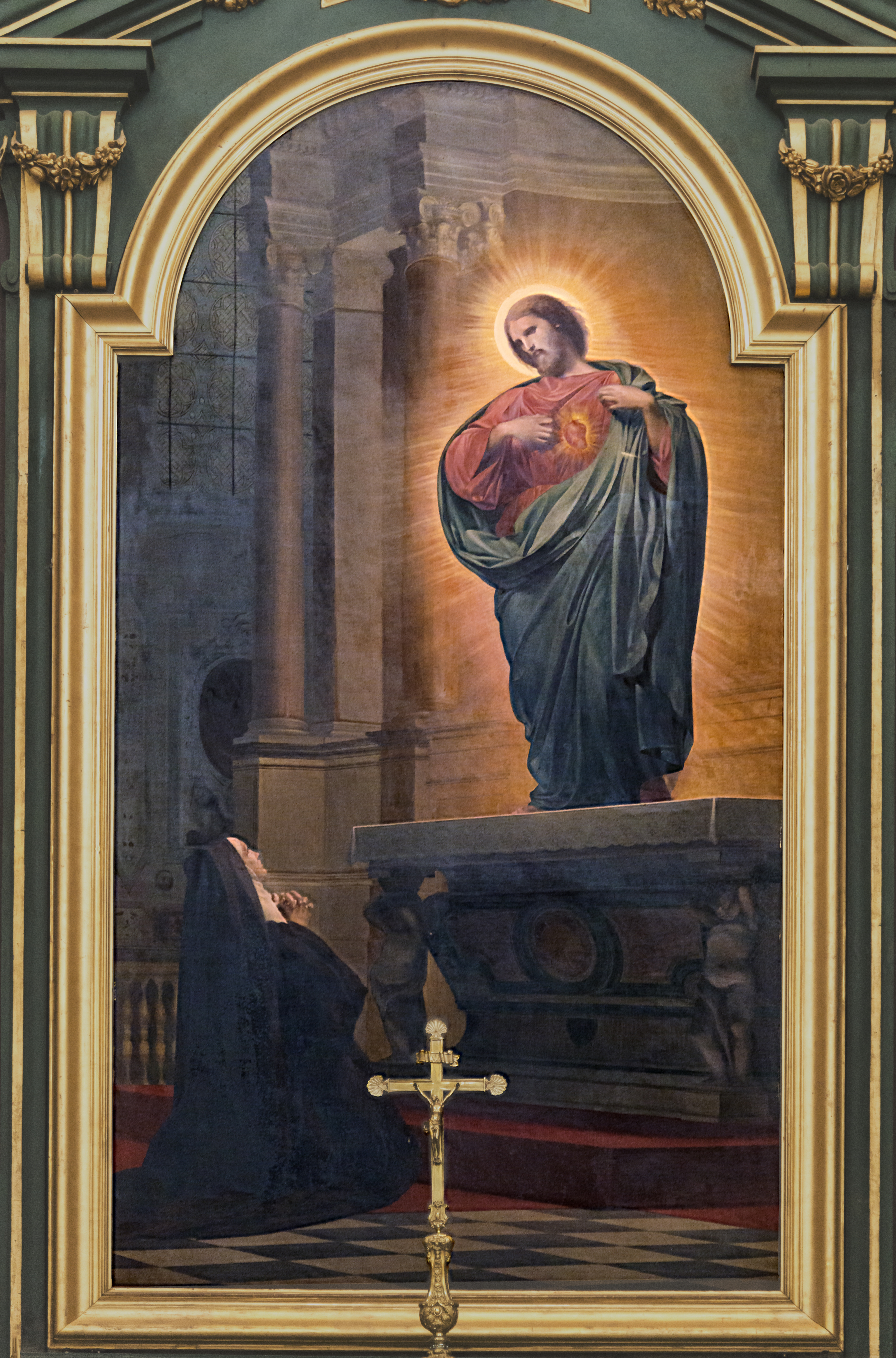
Vision de Marguerite-Marie, religieuse de la Visitation, par Armand Cambon.

#### Bras droit du transept
Il est orné du tableau  Vision de Marguerite-Marie, religieuse de la Visitation, peint par Armand Cambon, élève et ami d'Ingres  .

#### Chœur
L'autel principal est l'œuvre des ébénistes d'art Onéglio et Irène Fasan et se situe sous la coupole. Après différents projets, notamment en 1860, la construction du baldaquin est décidée en 1872, sur un dessin de l'architecte diocésain Olivier (réalisation, programmée en 1873, effectuée par le sculpteur Poncin). Les pendentifs qui le portent sont ornés de médaillons figurant en bas-relief les quatre Vertus cardinales : la Force, la Justice, la Prudence et la Tempérance (la Force représentée par la colonne et le lion, la Justice avec la balance et l'épée, la Tempérance avec l'éléphant, la Prudence avec le miroir).
Les trois sièges des célébrants qui se trouvent à gauche de l'autel et en face de la chaire de l'évêque sont également des réalisations d'Onéglio et Irène Fasan.

L'orgue de chœur a été produite par  Vincent Cavaillé-Coll et date de 1873. Il est classé au titre des monuments historiques.

La chapelle absidiale de gauche présente deux statues monumentales en pierre (calcaire), commandées en 1715 au sculpteur Marc Arcis. elles figurent Ambroise de Milan (avec sa mitre) et saint Augustin.

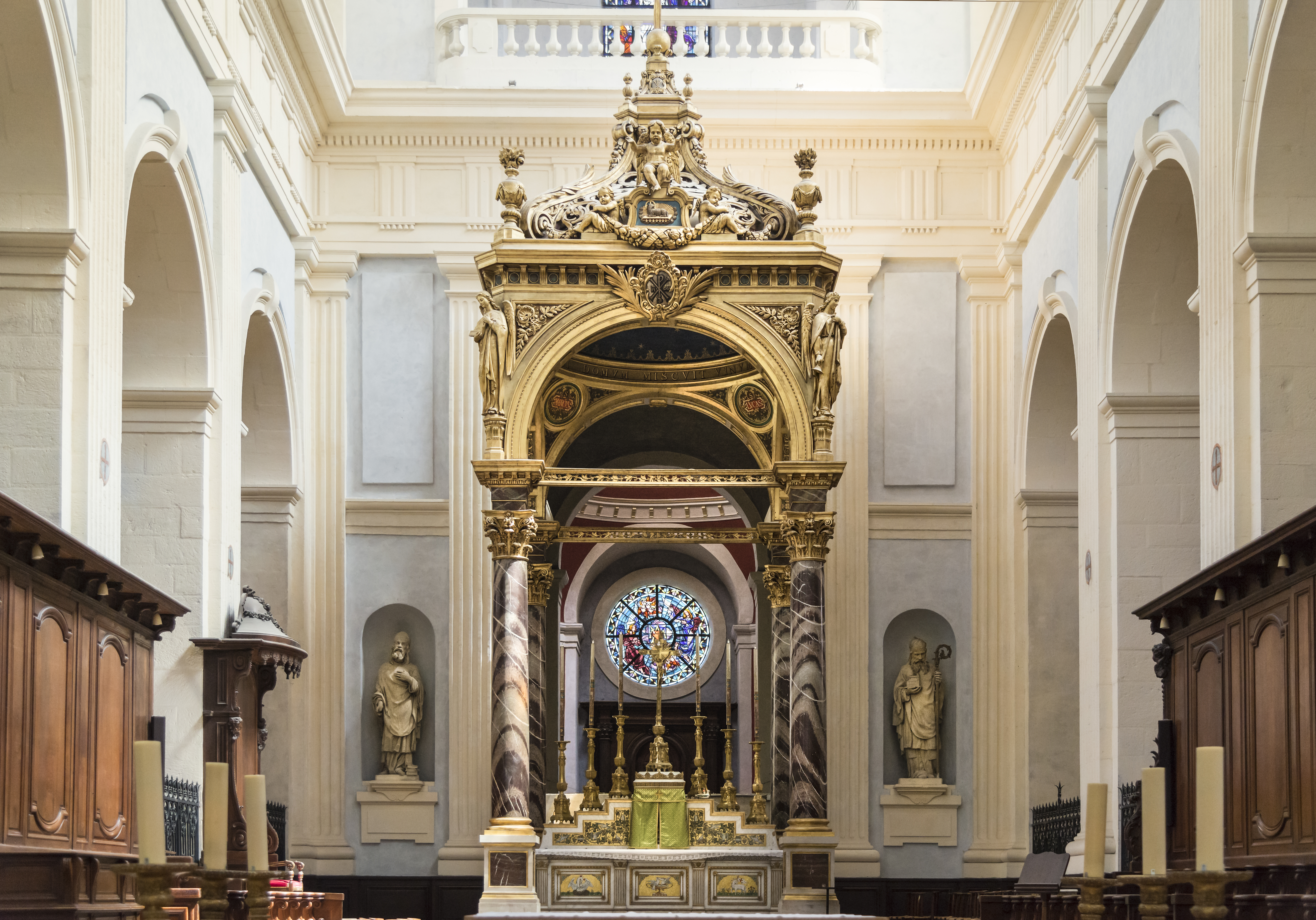
Le maître-autel et le baldaquin.
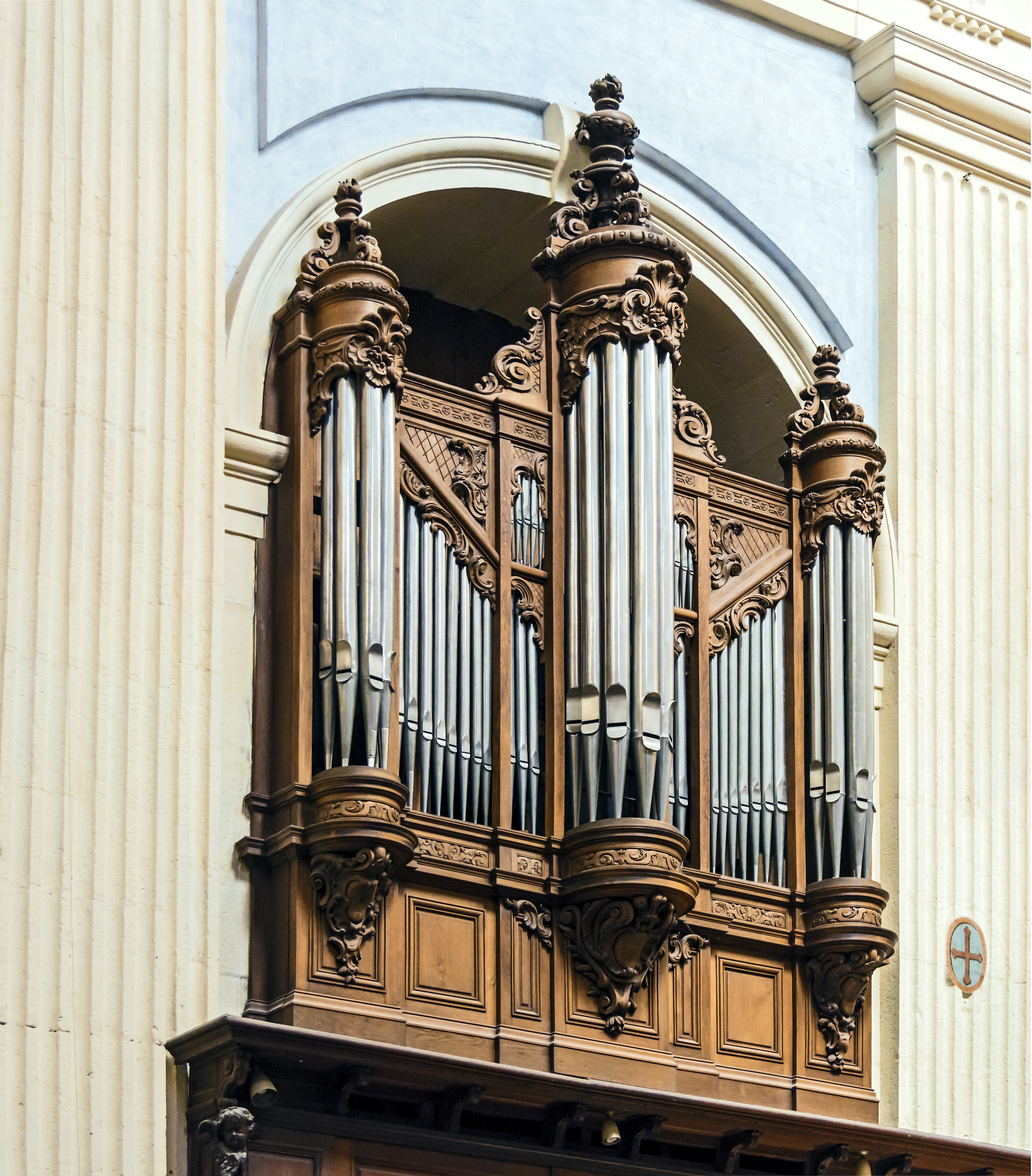
L'orgue de chœur de 1873.
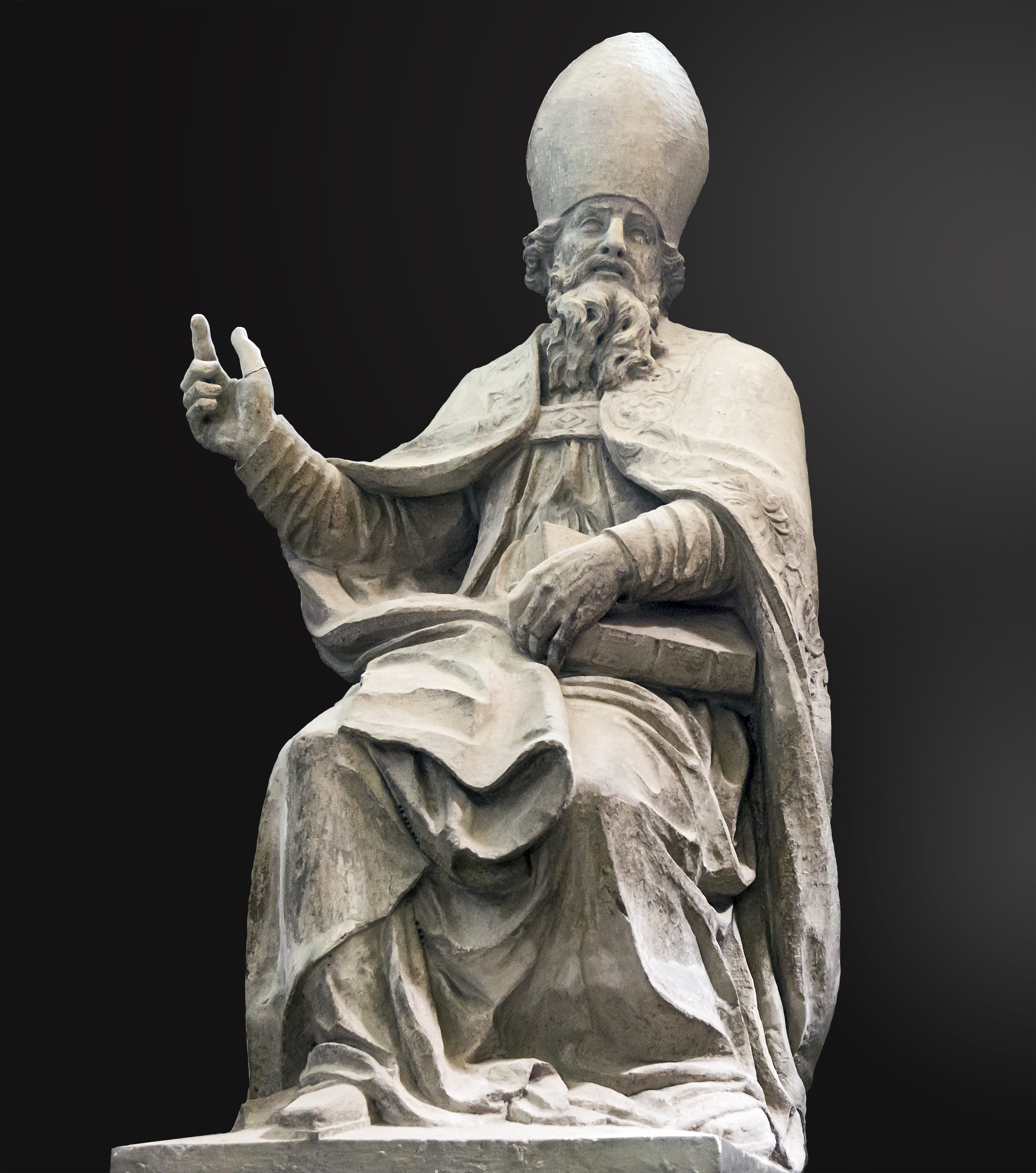
Saint Ambroise par Marc Arcis.
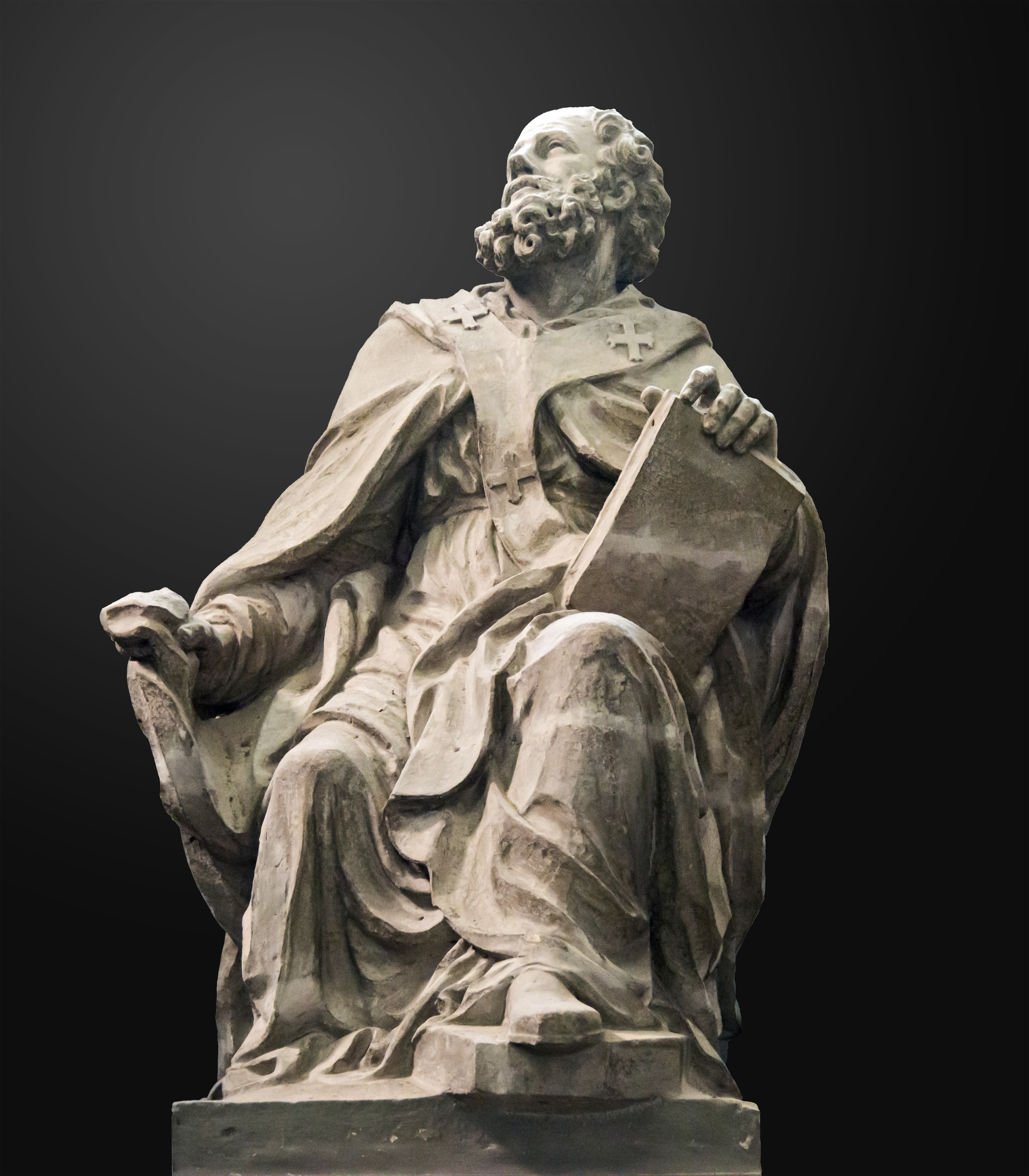
Saint Augustin par Marc Arcis.

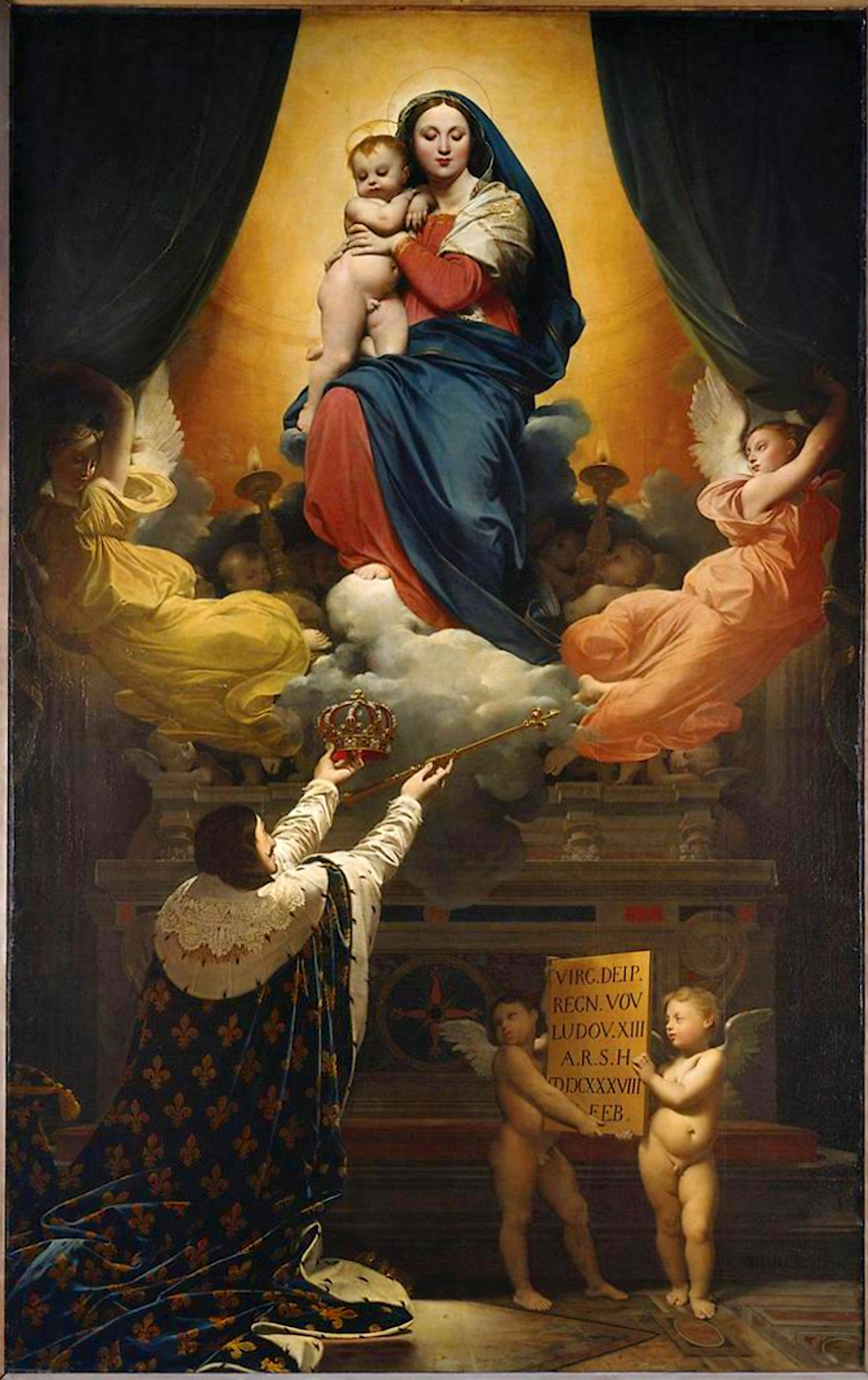
Le Vœu de Louis XIII
Ingres, 1824.

#### Bras gauche du transept
La célèbre huile sur toile d’Ingres, Le Vœu de Louis XIII a été exécutée spécialement pour la cathédrale. Elle a remporté un vif succès au salon de Paris en 1824.

#### Partie gauche de la nef
La chapelle de saint Théodard (troisième chapelle de gauche) : Les décors muraux en trompe-l’œil montrent des trophées religieux (3e quart du XIXe siècle). Le tableau du retable présente une huile sur toile Saint Théodard archevêque de Narbonne - par le peintre toulousain François Fayet (1630-1708). Don de Pierre III de Bertier, évêque de Montauban en 1674. Les armoiries, du commanditaire Pierre de Berthier, sont visibles en bas à droite du tableau. Il est classé au titre des objets monuments historiques.

La chapelle de saint Martin (quatrième chapelle de gauche) : Le tableau du retable illustre La messe de saint Martin - peint par le peintre toulousain François Fayet et commandé par le même évêque que le tableau précédent.

Ces deux tableaux étaient initialement destinés à l’église Saint-Jacques de Montauban.

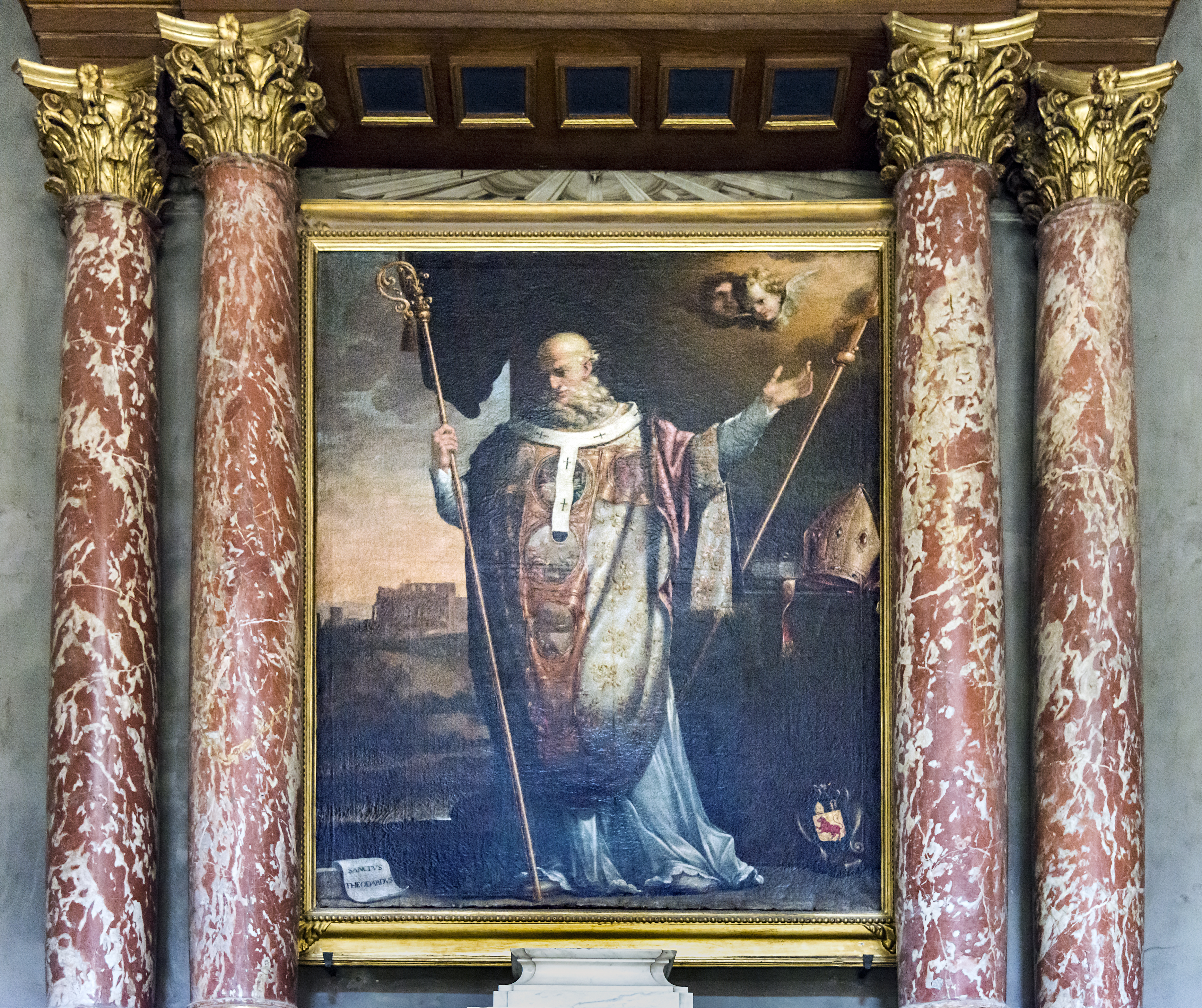
Saint Théodard par François Fayet.
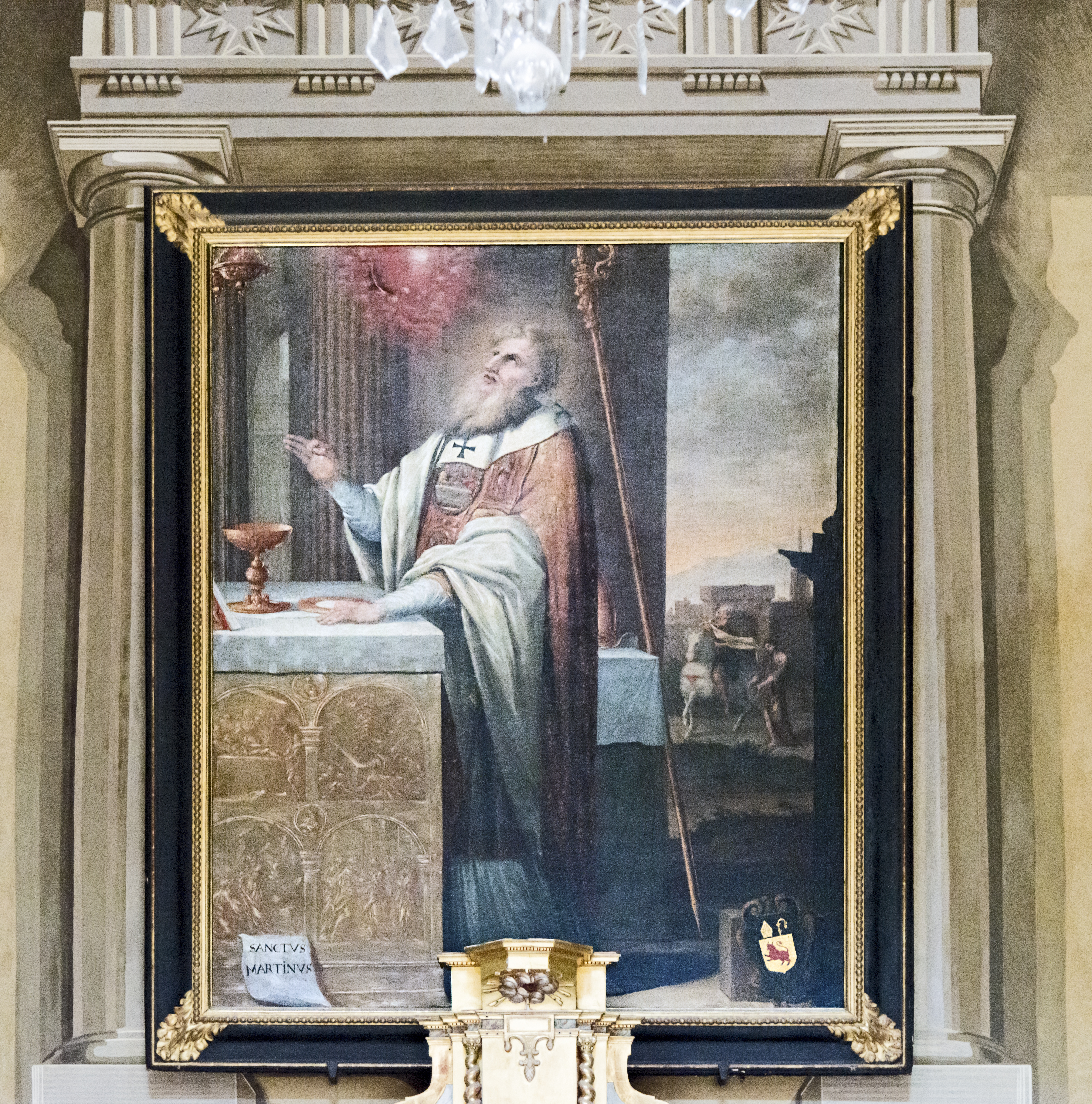
La Messe de saint Martin  par François Fayet.

#### Chapelles absidiales de gauche
- Chapelle de saint Joseph: Première chapelle de gauche. Les décors muraux en trompe-l’œil montrent des trophées religieux (milieu du XIXe siècle). Le retable et les éléments en gypserie[15]. sont de Jean-Marie-Joseph Ingres[16].

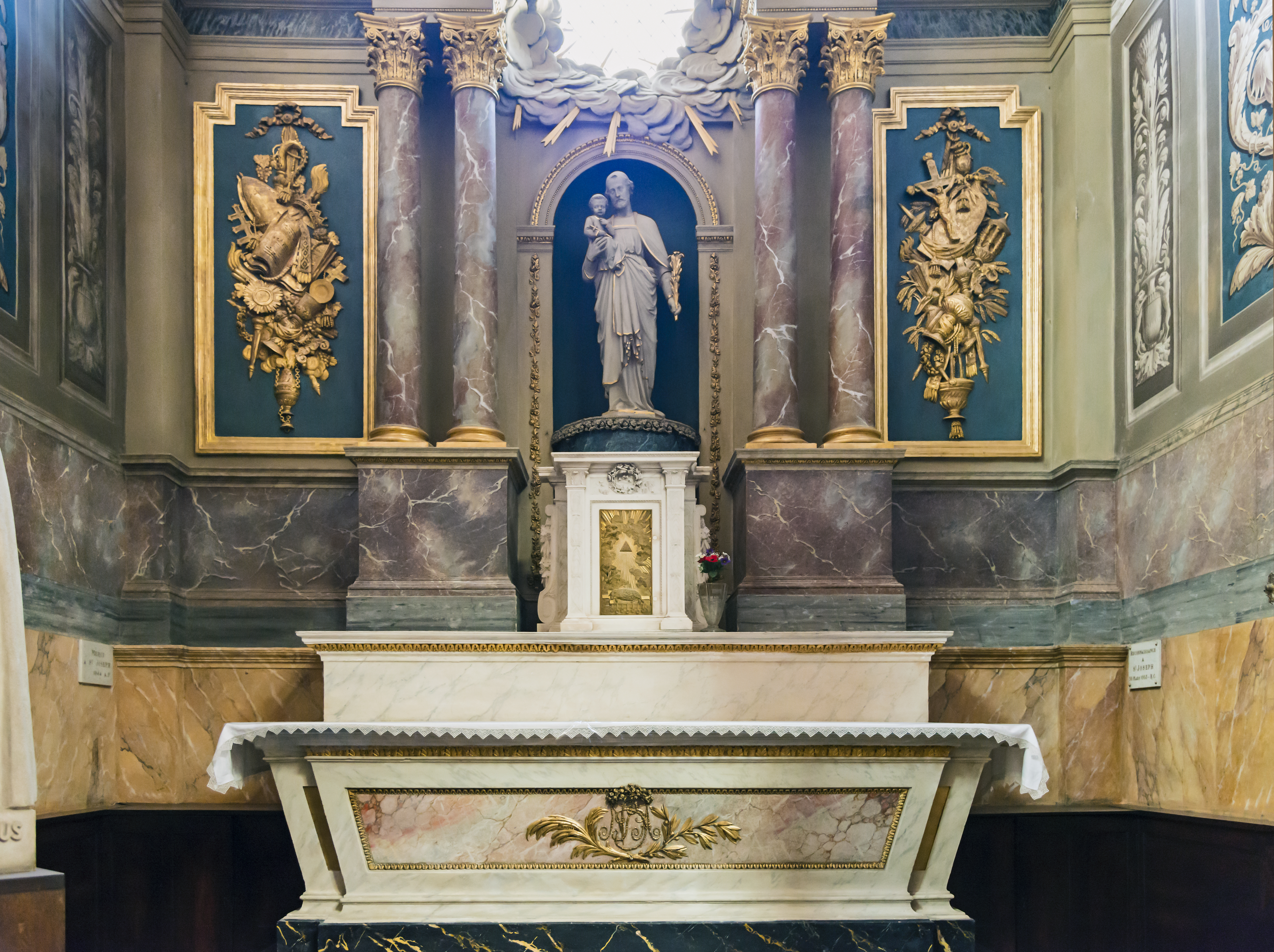
La chapelle Saint-Joseph.

### Mobilier
De nombreux objets sont référencés dans la base Palissy (voir les notices liées).